# George Morrison Reid Henry
Pour les articles homonymes, voir Reid et Henry.
George Morrison Reid Henry est un entomologiste et un ornithologue britannique, né le 17 février 1891 à Goatfell Estate, Kandapola, Sri Lanka et mort en juin 1983.

## Biographie
Son père, Charles Reid Henry, possédait au Sri Lanka une plantation de théiers. Il est le seul garçon d'une fratrie de onze enfants et a été élevé par ses sœurs. Il montre très tôt un grand talent d'illustrateur et, alors âgé de seize ans, obtient un premier emploi de dessinateur et de laborantin assistant dans la compagnie de pêcheurs de perles de Ceylan en 1907. En 1910, il devient dessinateur au muséum de Colombo où il est formé par le directeur de l'établissement, Joseph Pearson, zoologiste, spécialiste de biologie marine. En juillet 1913, il est promu à un poste qui venait d'être créé, celui d'assistant en entomologie systématique, fonction qu'il occupera jusqu'à son départ à la retraite en 1946.
George Henry se marie avec Olive Hobday en septembre 1917. Son fils aîné, Bruce Charles Reid Henry, naît le 22 juillet 1918 et son fils cadet, David Morrison Reid Henry, naît le 14 septembre 1919. Ses deux fils héritent du talent de dessinateur de leur père. David devint un artiste animalier renommé et mourut au Zimbabwe en 1977. Olive mourut en 1969.

## Publications
- Henry, G. M. 1915. Cannibalism in Pulchriphyllium crurifolium, Serv.Spol. Zeyl. 10 (37) : 176.
- Henry, G. M. 1922. Stridulation in the leaf-insect. Spol. Zeyl. 12 (45) : 217-219, 1 pl.
- Henry, G. M. 1931. New Ceylon Rhynchota. Spol. Zeyl. 16 (2) : 115-121, 3 pl.
- Henry, G. M. 1931. New Ceylonese Mantodea. Spol. Zeyl. 16 (2) : 123-128, 2 pl.
- Henry, G. M. 1932. Notes on Ceylon Tettigoniidae, with descriptions of new species. Part 1. Spol. Zeyl. 16 (3) : 229-256, 8 pl.
- Henry, G. M. 1932. Observations on some Ceylonese Mantodea with descriptions of new species. Spol. Zeyl. 17 (1) : 1-18, 5 pl.
- Henry, G. M. 1933. Descriptions and records of Ceylonese Acrididae.  Spol. Zeyl. 17 (3) : 155-200, 9 pl.
- Henry, G. M. 1933. Observations on the genus Genimen Bolivar (Insecta, Acrididae), with description of a new genus and species. Spol. Zeyl. 18 (1) : 193-198, 1 pl.
- Henry, G. M. 1934. New and rare Hexacentrinae (Insecta, Orthoptera) from  Ceylon. Spol. Zeyl. 19 (1) : 1-21, 3 pl.
- Henry, G. M. 1937. A new genus and species of Acrididae from South India and Ceylon (Orthoptera). Proc. Ent. Soc. London (B) 6 : 197-200, 1 pl.
- Henry, G. M. 1937. Euprepocnemis kalkudensis sp. nov. (Insecta,   Acrididae) from Ceylon with remarks on Euprepocnemis alacris (Serville) in the island. Spol. Zeyl. 20 (3) : 343-345, 1 pl.
- Henry, G. M. 1939. A new tettigoniid genus and species from Ceylon. Spol. Zeyl. 21 (3) : 229-232, 1 pl.
- Henry, G. M. 1939. Five new species of Pseudophaneroptera Brunner  (Insecta, Tettigoniidae) from Ceylon. Spol. Zeyl. 21 (2) : 97-111,  3 pl.
- Henry, G. M. 1939. The genus Zumala Walker, (Insecta, Orthoptera) with  description of a new species. Spol. Zeyl. 21 (3) :  219-228, 4 pl.
- Henry, G. M. 1940. A new Indian genus and species of Tettigoniidae (Orthoptera). Trans. Roy. Ent. Soc. London (B) 9 : 97-101.
- Henry, G. M. 1940. New or little known South Indian Acrididae (Orthoptera). Trans. Roy. Ent. Soc. London 90 (19) : 497-540.
- Henry, G. M. 1940. The genus Pelerinus Bolivar (Allodapa) (Orthoptera,  Tettigoniidae) with descriptions of three new species. Proc. Roy.  Ent. Soc. London (B) 99 : 7-15.
- Henry, G. M. 1942. Three remarkable stridulatory mechanisms in Acrididae  (Orthoptera). Proc. Roy. Ent. Soc. London (A) 17 : 59-62.
- Henry, G. M. 1944. Diogena lankae sp. nov. (Insecta, Orthoptera,  Tettigoniidae). Spol. Zeyl. 22 (2) : 183-186, 1 pl.
- Henry, G. M. 1944. Facial asymmetry in Eumastacidae (Orthoptera,  Acridoidea). Spol. Zeyl. 22 (2) : 191.
- Henry, G. M. 1944. Notes on the behaviour of Orchetypus rugifrons  (Orthoptera, Acridoidea, Eumastacidae). Spol. Zeyl. 22 (2) : 193-195.
- Henry, G. M. ????. Timanthes Stal and Pirmeda, gen. nov. (Orthoptera,  Tettigoniidae). Annals and Magazine of Natural History (11) 6 :  321-334, 1 pl.
- Avec Lionel Gilbert Ollyett Woodhouse 1942. The Butterfly Fauna of Ceylon. Government Record Office, Colombo.

## Source
- Traduction de l'article de langue anglaise de Wikipédia (version du 20 juin 2006)